# Carl Schuhmann
Carl Schuhmann, född 12 maj 1869 i Münster, död 24 mars 1946 i Berlin, var en tysk brottare, friidrottare, gymnast och tyngdlyftare som tog fyra guld i de första olympiska spelen i Aten 1896.
Han ingick i de tyska vinnarlagen i barr och räck och tog individuella guld i hopp samt i den fria viktklassen i brottningens grekisk romerska stil. I gymnastiktävlingarna deltog han även individuellt i barr, räck, bygelhäst och ringar, dock utan att ta medalj.
I brottning tog han guldet efter en maratonkamp mot greken Georgios Tsitas. Efter 40 minuter fick matchen avbrytas på grund av mörker, den fortsatte följande dag då Shuhmann snabbt avslutade matchen och vann guldet.
Shuhmann var även en av de nio deltagarna i längdhopp, men kom inte bland de fyra bästa. I tresteg kom han femma och i kula kom han bland de tre sista i det sju man starka startfältet.
I tyngdlyftningens tvåarmslyft kom han delad fyra.